# Laak (Leudal)
Laak (Limburgs: De Laak) is een buurtschap en bedrijventerrein in de gemeente Leudal, in de Nederlandse provincie Limburg. Qua adressering valt het onder de kern Roggel en viel tot 2007 onder de gemeente Roggel en Neer.
Laak is gelegen vlak ten westen van Roggel en bestaat eigenlijk twee delen: Grote Laak en Kleine Laak. Dit zijn feitelijk twee straten waar lintbebouwing aan is gelegen. Oorspronkelijk had de buurtschap een agrarisch karakter, maar de meeste landbouwkavels zijn in de tweede helft van de 20e eeuw vervangen door bedrijfskavels. Tussen de bedrijfsgebouwen staan verschillende (bedrijfs)woningen. Het bedrijventerrein heeft een oppervlakte van 12 hectare, waar circa 20 bedrijven gevestigd zijn. 
Dorpen: Baexem · Buggenum · Ell · Grathem · Haelen · Haler · Heibloem · Heythuysen · Horn · Hunsel · Ittervoort · Kelpen-Oler · Neer · Neeritter · Nunhem · Roggel

Buurtschappen: Aan de Bergen · Aan het Broek · Achter het Klooster · Asbroek · Beekkant · Berik · Blenkert · Brumholt · Caluna · Castert · De Horck · Dries · Eiland · Eind · Ellerhei · Gendijk · Geneijgen · Gerhegge · Haelense Broek · Hanssum · Heiakker · Heide (Heythuysen) · Heide (Roggel) · Heioord · Heugde · Hoek · Hollander · Hoogschans · Hoogstraat · De Horck · Kappert · Karreveld · Keizerbos · Kinkhoven · Laak · Maxet · Mortel · Nijken · Op de Bos · Ophoven · Overhaelen · Roligt · Santfort (deels) · Schaapsbrug · Schans (Ell) · Schans (Roggel) · Schillersheide · Smidstraat · Strubben · Uffelse · Venne · Vestjenshoek · Vlaas · Waije

Voormalige gemeenten: Haelen · Heythuysen · Hunsel · Roggel en Neer

Limburg: Steden en dorpen      Nederland: Provincies · Gemeenten